# Tom Dwan

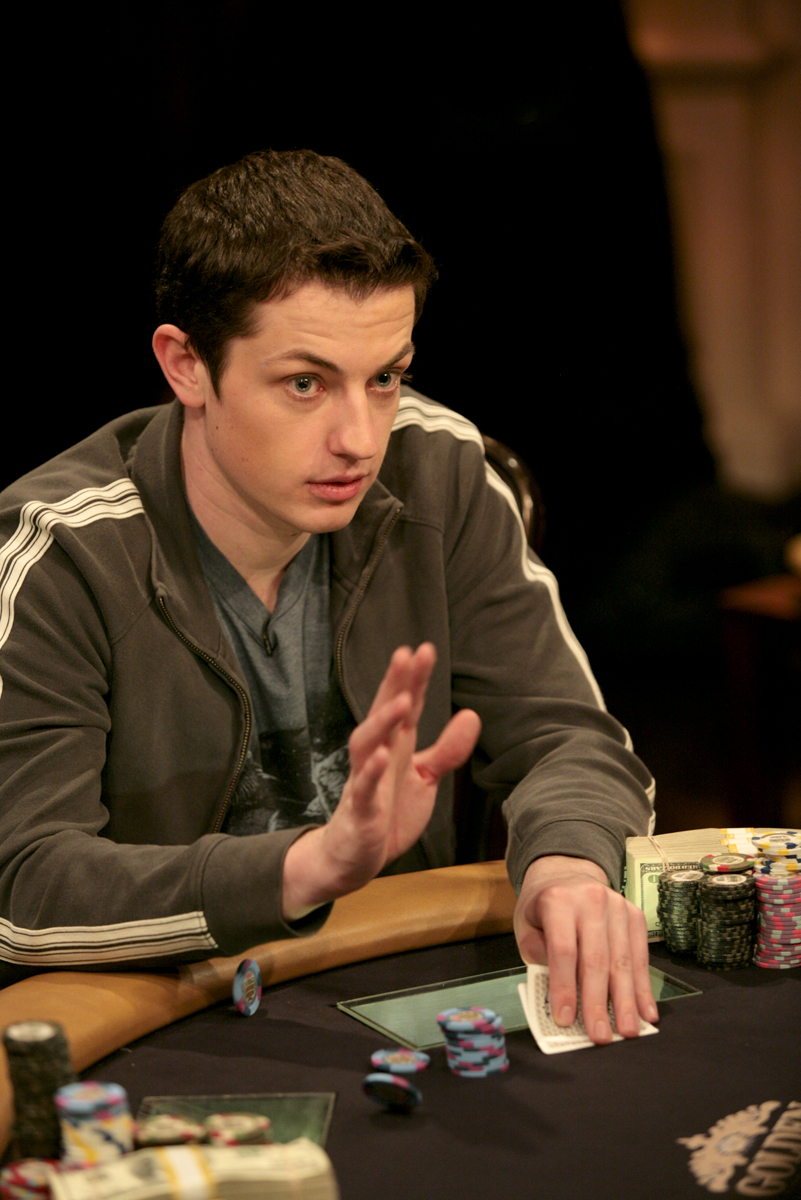
Tom Dwan

Tom Dwan, född 30 juli 1986 i Edison, New Jersey, är en amerikansk online pokerspelare som går under namnet "durrrr". Han är känd för sin aggressiva spelstil på de allra högsta nivåerna på framför allt Full Tilt Poker. Han spelar oftast no-limit hold'em och pot-limit omaha. På Full Tilt Poker spelar han under namnet "durrrr", och på PokerStars under namnet holdem_NL. 2009 blev han medlem av Team Full Tilt.
Dwan säger sig ha byggt upp sin pokerkarriär från $50, genom att inledningsvis spelat enbordsturneringar och därefter övergått till cashgames. Dwan är även en nyskapande förebild för många unga online-pokerspelare världen över och ses som ett ansikte för en yngre generation pokerspelare med aggressiv spelstil.
Dwan utmanade, tidigt 2009, resten av världseliten i att spela heads up, på fyra bord samtidigt. Vadets villkor var att spelet skulle vara NL Holdem eller PL Omaha, 50 000 händer skall spelas, och att utmanaren skall få 3 mot 1 på de 500 000 dollarna utmanaren satsar. Om denne ligger plus efter 50 000 händer betalar Tom Dwan 1 500 000 dollar. Den första att anta utmaningen var finske stjärnan Patrik Antonius. Hittills (aug 2010) ligger Dwan plus ungefär 2 059 719 dollar, efter 39 436 spelade händer. Näst på tur är, enligt många, världens bästa spelare Phil Ivey och sen Frankrikes mest framgångsrika spelare David Benyamine.